# Bala (district)
Bala is een Turks district in de provincie Ankara en telt 21.893 inwoners (2024). Het district heeft een oppervlakte van 2562,9 km². Hoofdplaats is Bala.
De bevolkingsontwikkeling van het district is weergegeven in onderstaande tabel.
| 1965   | 1975   | 1985   | 1997   | 2000   | 2007   | 2017   | 2024    |
| ------ | ------ | ------ | ------ | ------ | ------ | ------ | ------- |
| 41.415 | 44.735 | 46.940 | 36.387 | 39.714 | 23.505 | 21.682 | 21.893. |

Het district Bala verliest al jarenlang inwoners vanwege emigratie uit het platteland richting de grotere steden. In 1985 woonden er bijna 47 duizend inwoners, waarvan de meerderheid, namelijk zo'n 41.463 mensen, op het platteland. Daarna begon men massaal het district te verlaten vanwege economische redenen en daardoor daalde de plattelandsbevolking tot een dieptepunt van 6.590 inwoners. De bevolking van het plaatsje Bala nam in dezelfde periode echter toe, van 5.477 naar 9.656.
Het district is aan het  vergrijzen: ouderen (65 jaar en ouder) vormen 14,8% van de totale bevolking (in totaal 3.215 mensen). Daarvan zijn er 571 mensen boven de tachtig jaar oud. De gemiddelde leeftijd is, met 41 jaar, bijna tien jaar hoger dan het Turkse gemiddelde van 31,7.